# Bednja
Bednja je řeka v severním Chorvatsku. Je dlouhá 133 km a prochází Varaždinskou a velmi krátkou částí u ústí i Koprivnicko-križeveckou župou. Pramení v Trakošćanském jezeru v blízkosti vesnice Trakošćan (součást opčiny Bednja) a ústí do řeky Drávy. Podle řeky byla pojmenována vesnice a opčina Bednja. Řeka přímo prochází městem Ludbreg a míjí města Lepoglava, Ivanec, Novi Marof a Varaždinske Toplice. Svojí délkou je Bednja sedmou nejdelší řekou v Chorvatsku.

## Sídla ležící u břehu řeky
Trakošćan, Pleš, Purga Bednjanska, Veliki Gorenec, Bednja, Benkovec, Rinkovec, Muričevec, Purga Lepoglavska, Lepoglava, Jerovec, Ivanec, Stažnjevec, Margečan, Pece, Seljanec, Bela, Filipići, Podevčevo, Presečno, Novi Marof, Ključ, Možđenec, Ljubešćica, Rakovec, Orehovec, Črnile, Kapela Kalnička, Petkovec Toplički, Hrastovec Toplički, Čurilovec, Pišćanovec, Varaždinske Toplice, Lukačevec Toplički, Škarnik, Tuhovec, Lovrentovec, Retkovec Svibovečki, Svibovec, Grešćevina, Gornja Poljana, Donja Poljana, Leskovec Toplički, Slanje, Hrastovsko, Kućan Ludbreški, Ludbreg, Sigetec Ludbreški, Slokovec, Kapela Podravska, Novo Selo Podravsko, Mali Bukovec, Selnica Podravska

## Přítoky
Přítoky Bednji tvoří pouze malé potoky Bistrica, Kamenica, Lančić, Šikad, Voća a Vukovec.